# 尼崎市立園和北小学校
尼崎市立園和北小学校（あまがさきしりつ そのわきたしょうがっこう）は、兵庫県尼崎市田能一丁目にある公立小学校。

## 沿革
- 1970年（昭和45年）4月1日 - 尼崎市立園和小学校及び尼崎市立園田小学校から分離し、開校。
- 1970年（昭和45年）8月31日 - 現在地に校舎完成。
- 1970年（昭和45年）10月5日 - 開校式・落成式を挙行。
- 1970年（昭和45年）10月18日 - 校章制定。この日を創立記念日と定める。
- 1972年（昭和47年）2月26日 - 校歌制定。

## 通学区域
- 尼崎市
  - 田能1丁目～6丁目
  - 椎堂1丁目～2丁目
  - 東園田町2丁目1～69番地、186～248番地
  - 東園田町3丁目1～30番地、31番地1～5、7・9～14・17・22・23・25～29、33番地1～7・13・16～20、34～88番地

卒業生は基本的に尼崎市立園田中学校と尼崎市立園田東中学校に分かれて進学する。

## 周辺
- 園田競馬場
- 尼崎田能郵便局
- 藻川
- 田能遺跡

## 交通
- 阪急神戸線園田駅から北へ1.3km
- 阪神バス 椎堂にて下車

## 著名な出身者
- 前田穂南（陸上競技選手）